# Visconde da Ponte de Santa Maria
Visconde da Ponte de Santa Maria é um título nobiliárquico criado por D. Maria II de Portugal, por Carta de data desconhecida, em favor de António Vicente de Queirós, antes 1.º Barão da Ponte de Santa Maria e depois 1.º Conde da Ponte de Santa Maria.
Titulares
1. António Vicente de Queirós, 1.º Barão, 1.º Visconde e 1.º Conde da Ponte de Santa Maria.